# Lumezzane
Lumezzane (lombardul: Lemezàne, helyi nyelvjárásban: Lömedhàne) település Olaszországban, Lombardia régióban, Brescia megyében. Lakosainak száma 21 424 fő (2023. január 1.). Lumezzane Agnosine, Caino, Concesio, Nave, Sarezzo, Bione, Casto, Marcheno és Villa Carcina községekkel határos.

## Népesség
A település lakossága az elmúlt években az alábbi módon változott:
| Lakosok száma | 22 510 | 22 250 | 21 424 |
|               | 2017   | 2018   | 2023   |